# Maxwell Caulfield
Pour les articles homonymes, voir Caulfield.
Maxwell Caulfield, né le 23 novembre 1959 à Belper (Derbyshire, Royaume-Uni), est un acteur et producteur anglo-américain, connu pour ses rôles à la scène et à la télévision.

## Jeunesse
Son beau-père le met à la porte à l'âge de quinze ans. Il est d'abord danseur au Windmill Theatre de Londres. Puis, à l'âge de dix-huit ans, il décide de partir tenter sa chance aux États-Unis. Il amorce bientôt une carrière dans le milieu du théâtre. Bien que britannique, il aura vécu la plus grande partie de sa vie en Amérique.

## Carrière

### Théâtre
Enfant, il apparaît brièvement dans Accident de Joseph Losey. Il décroche en fait ses premiers rôles dans de petits théâtres new-yorkais à partir de 1978. Dès l'année suivante, il remporte un Theatre World Awards pour son rôle dans Class Enemy. En 1979, il fait partie de la distribution de Once a Catholic de Mary O'Malley, mais la pièce est un échec. Il accepte alors de jouer sur la Côte Ouest et, sur la production à Los Angeles de The Elephant Man, il rencontre Juliet Mills, sa future femme.
En 1981, il fait ses débuts Off-Broadway en jouant le premier rôle dans Le Locataire (Entertaining Mr. Sloane), une pièce de Joe Orton qui remporte un gros succès public et critique. En 1985, dans la production du Public Theater de Salonika, il suscite le scandale en jouant nu pendant presque toute la représentation aux côtés de Jessica Tandy. En 1982, il joue dans Grease 2 au côté de Michelle Pfeiffer.
Il est naturalisé américain en septembre 1991.
Il fait ses débuts à Broadway en 1994 dans An Inspector Calls de John Boynton Priestley, puis joue fréquemment dans la comédie musicale Chicago sur Broadway et, à partir de 2007, dans le West End. La même année, il joue dans Our Leading Lady, une pièce de Charles Busch (en).

### Cinéma et télévision
Son premier rôle important au cinéma est celui du cousin intellectuel de Sandy (de Grease) dans Grease 2. Il obtient un rôle en 1994 dans la série Docteur Quinn, femme médecin, dans la saison 2 (épisode 26 et 27 : Un amour du passé) où il joue le personnage d'Andrew Strauss qui est en réalité David Lewis, l'ancien fiancé de Boston du Docteur Quinn, qu'elle croyait mort au front.
Pour l'essentiel, sa carrière télévisuelle se borne à des apparitions sporadiques dans de nombreuses séries télévisées.

## Vie personnelle
À 21 ans, Maxwell Caulfield épouse l'actrice Juliet Mills, de 18 ans son aînée. À l'époque, la presse maintient son attention sur le couple du fait de la différence d'âge. Maxwell Caulfield devient le beau-père de Mélissa Miklenda qui prend le nom de Melissa Caulfield.
Ayant passé la plus grande partie de sa vie aux États-Unis, ce sont les matchs de football qui lui manquent puisqu'il est un fan du club du Chelsea FC.

## Filmographie

### Acteur

#### Cinéma
- 1982 : Grease 2 : Michael Carrington
- 1984 : La Belle et l'Ordinateur (Electric Dreams) : Bill
- 1985 : De sang-froid (The Boys Next Door) : Roy Alston
- 1986 : The Supernaturals (en) : Pvt. Ray Ellis
- 1989 : Mind Games (en) : Eric Garrison
- 1990 :
  - Exiled in America (cy) : Joe Moore
  - Fatal Sky (en) : George Abbott
- 1991 :
  - Szalona ambicja
  - Dance with Death (en) : Shaughnessy
  - Sundown: The Vampire in Retreat (en) : Shane
- 1992 :
  - Waxwork 2 : Perdus dans le temps (Waxwork II: Lost in Time) : Mickey
  - Instincts animal (en) (Animal Instincts) : David Cole
- 1993 :
  - Alien Intruder (en) : Nick
  - No Escape, No Return : William Robert Sloan
  - Midnight Witness : Garland
  - In a Moment of Passion : Victor Brandt
  - Calendar Girl : Man in Bathrobe
  - Gettysburg : Col. Strong Vincent
- 1994 : Inevitable Grace
- 1995 : Empire Records : Rex Manning
- 1996 :
  - Spider-Man, l'homme-araignée (saison 3 : Spider-Man: Sins of the Fathers) (vidéo) : Alistair Smythe (voix)
  - Oblivion 2: Backlash : Sweeney
  - Prey of the Jaguar : Derek Leigh
- 1997 :
  - Divine Lovers : Jeff Thompson
  - Une vraie blonde (The Real Blonde) : Bob
  - L'Homme qui en savait trop... peu (The Man Who Knew Too Little) : British Agent
- 1999 :
  - Ma fée bien-aimée (Dazzle) : Tom
  - More to Love : Barry Gordon
  - Smut
- 2000 :
  - Overnight Sensation : Mark Connor
  - Sous les yeux d'un intrus (The Perfect Tenant) : Daniel Summer
  - Crash dans l'océan (en) (Submerged) : Agent Jim Carpenter
- 2001 :
  - Contrat sans retour (The Hit) (vidéo) : Keith
  - Face au tueur (Facing the Enemy) : Harlan Moss
- 2006 : Dog Lover's Symphony : Tom

#### Télévision
- 1970 : La Force du destin (All My Children) (série TV) : Pierce Riley #3 (unknown episodes, 1996-1997)
- 1983 : Journey's End (TV) : Captain Stanhope
- 1984 : The Parade (TV) : Jeff
- 1985-1987 à la télévision 1985-1987 : Dynasty II The Colbys (feuilleton TV)
- 1988 : Arabesque (série télévisée) saison 5, épisode 1 : Roger Travis
- 1989 : Le Secret de Château Valmont ("Till We Meet Again") (feuilleton TV) : Alain Marais
- 1990 :
  - Blue Bayou (TV) : Phil Serulla
  - Beverly Hills 90210 (TV) : Jason Croft (Saison 1 Épisode "La rentrée")
- 1991 : Dynasty: The Reunion (TV) : Miles Colby
- 1994 : Docteur Quinn, femme médecin (saison 2, épisode 26 et 27, Un amour du passé) : Andrew Strauss/David Lewis
- 1996 : The Rockford Files: Godfather Knows Best (TV) : Ian Levin
- 1999 :  Une nounou d'enfer - The Nanny (US)  Rodney Pembroke  (1 Episode) )
- 2000 :
  - Soleil de cendre (en) (Missing Pieces) (TV) : Stuart
  - Strip Mall (en) (série TV) : Rafe Barrett (unknown épisodes, 2000-2001)
- 2004 : Dragon Storm (TV) : Silas
- 2006 : Great San Francisco Earthquake, The, (TV) : Mayor Schmitz
- 2013 : Cœurs de braise (Two In) (TV) : Henry
- 2015 : Je ne suis pas prête pour Noël (I'm Not Ready For Christmas) de Sam Irvin : Greydon DuPois
- 2021 : American Horror Story: Double Feature : l'ami de Dwight (saison 10, épisode 7)

### Producteur
- 2001 : Face au tueur (Facing the Enemy)